# Grote Scheldeprijs 1971
Il Grote Scheldeprijs 1971, cinquantasettesima edizione della corsa, si svolse il 27 luglio per un percorso di 242 km, con partenza ed arrivo a Schoten. Fu vinto dal belga Gustaaf Van Roosbroeck della squadra Watney-Avia davanti ai connazionali Frans Mintjens e Johan De Muynck.

## Ordine d'arrivo (Top 10)
| Pos. | Corridore              | Squadra             | Tempo    |
| ---- | ---------------------- | ------------------- | -------- |
| 1    | Gustaaf Van Roosbroeck | Watney-Avia         | 5h45'00" |
| 2    | Frans Mintjens         | Molteni             | a 20"    |
| 3    | Johan De Muynck        | Flandria-Mars       | s.t.     |
| 4    | Roger Kindt            | Hertekamp-Magniflex | a 2'25"  |
| 5    | Jos van Beers          | Goudsmit-Hoff       | s.t.     |
| 6    | Frans Verbeeck         | Watney-Avia         | s.t.     |
| 7    | André Dierickx         | Watney-Avia         | s.t.     |
| 8    | Roger Rosiers          | Bic                 | s.t.     |
| 9    | Rik Van Linden         | Hertekamp-Magniflex | s.t.     |
| 10   | Jos Huysmans           | Molteni             | s.t.     |